# Raimbaut de Vaqueiras
Raimbaut de Vaqueiras, Rambaldo di Vaqueiras (ok. 1150–1207) – poeta prowansalski, trubadur.
Urodzony w zamku Vaquerais (Vaucluse). Karierę rozpoczynał na dworze Wilhelma d’Orange, wkrótce jednak wyjechał do Włoch, tam gościła w Genui i na dworze Bonifacego markiza z Monferrato (Piemont). Z tego okresu znane są utwory opiewające zalety Beatrice, córki Bonifacego. Razem ze swoim panem walczył przeciwko Lombardom. Później wyjechał na Sycylię i z Henrykiem VI walczył przeciw Normanom. w 1202 wziął udział w IV wyprawie krzyżowej. Zginął walcząc u boku swego pana Bonifacego podczas walk z Bułgarami około 1207.
Pozostawił po sobie około 30 utworów, z których 7 z muzyką, a wśród nich najsłynniejsza estampie (w tekscie stampida) Kalenda maya. Pieśń ta, napisana w języku prowansalskim d’oc, poświęcona jest popularnym świętom majowym. Tekst opatrzony jest dwiema melodiami o wesołym rytmie; pierwsza z nich, powtarzana dwa razy, pełni funkcję refrenu. Metryka utworu jest dość skomplikowana i odpowiada schematowi: 4'aa 4b 4'aaa 4b 4'a 4b 4'a 4b 4'a 2'aa 2c 4'a 2'aa 2c 4'a.
Kalenda maya, ni fuelhs de faya
ni chanz d'auzelh, ni flors de glaya
non es quem playa pros domna guaya,
tro qu'un ysnelh messatger aya
del vostre belh cors, quem retraya
plazer novelh qu'Amors m'atraya
e iaya em traya vas vos, domna veraya
e chaya de playa l gelos
ans quem n'estraya. (...)
Inne utwory to pieśni (fr. chanson, prowansalski cansó, wł. canzone) miłosne, pieśni o alegorycznych turniejach między kawalerami i damami i jeden długi poemat epicki (223 wersety) w formie listu do Bonifacego I o wyprawie krzyżowej.